# Ralph Meyer
Ralph Meyer (Parijs, 11 augustus 1971) is een Frans striptekenaar. Zijn bekendste stripreeks is Undertaker.

## Biografie
Ralph Meyer volgde gedurende drie jaar de stripopleiding aan het instituut Saint-Luc in Luik. Daarna zocht hij gedurende twee jaar tevergeefs een uitgever voor zijn stripprojecten. Hij contacteerde toen scenarist Philippe Tome, die hem het scenario van Hard tegen hard voorstelde. Daarna volgde Een wolkenloze toekomst dat hij maakte met vrienden van zijn Luiks stripatelier. Meyer werkte met enkele van de meest vooraanstaande scenaristen.

## Tekenstijl
Ralph Meyer geldt als een realistisch tekenaar in de traditie van zijn grote voorbeeld Jean Giraud. Toch probeert hij zijn stijl ten dienste te stellen van het verhaal dat hij tekent. Meyer koos een "harde" tekenstijl voor het donkere verhaal van Hard tegen hard of voor het viking verhaal Asgard. Voor een ander album, Black page, koos Meyer verschillende tekenstijlen voor de verhalen van de verschillende protagonisten. Voor het verhaal van de Amerikaanse journaliste die onderzoekt wie de bestsellerauteur mister McNeal echt is, koos Meyer voor een klassieke inkttekening. Voor het verhaal van de jonge Palestijnse Afia koos hij voor een aquareltekening, zonder inktlijn. En voor de finale, waarin de verhalen van de twee vrouwen samenkomen, tekende hij in een derde stijl waarin hij de twee andere stijlen vermengde.

## Strips
- Hard tegen hard, 3 delen (scenario Tome)
- Een wolkenloze toekomst (met Bruno Gazzotti, scenario Fabien Vehlmann)
- Black page, (scenario Frank Giroud en Denis Lapière)
- I.A.N. (scenario Fabien Vehlmann)
- XIII Mystery 1, De Mangoest (scenario Xavier Dorison)
- Asgard, 2 delen (scenario Xavier Dorison)
- Undertaker (scenario Xavier Dorison)

- Biblioteca Nacional de España: XX4759853
- Bibliothèque nationale de France: cb13548957n (data)
- Gemeinsame Normdatei: 1219929174
- International Standard Name Identifier: 0000 0001 1678 2498
- Nationale Bibliotheek van Tsjechië: xx0221520
- Nederlandse Thesaurus van Auteursnamen: 073035467
- Système universitaire de documentation: 050817159
- Virtual International Authority File: 79154616
- WorldCat: E39PBJmHMG9tTvhgHB3fwcV9jC